# Evadale, Texas
Evadale là một nơi ấn định cho điều tra dân số (CDP) thuộc quận Jasper, tiểu bang Texas, Hoa Kỳ. Năm 2010, dân số của nơi này là 1483 người.

## Dân số
- Dân số năm 2000: 1430 người.
- Dân số năm 2010: 1483 người.